# 西塘桥街道
西塘桥街道是中华人民共和国浙江省嘉兴市海盐县下辖的一个街道办事处，位于该县县境北部，与海盐经济开发区合署办公，区域面积52.68平方公里，户籍人口3.81万人，街道办事处驻海港路1号（海盐经济开发区管委会）。
由于负山面海，自唐宋以来曾经长期是海防要地，设置重兵防守。唐开元五年（717年）设镇，明代筑城。

## 行政区划
西塘桥街道下辖以下村级行政区划单位：
新城社区、西塘桥社区、曙光社区、永宁社区、西塘社区、王庄社区、新海社区、大宁村、刘庄村、东港村、海塘村和八团村。